# Бата из Баната (лист)
Бата из Баната : лист за шалу и забаву је хумористички часопис који је излазио у Вршцу 1919. године. Уредник је био Јован Петко Павловић који је сам био Бата.

## Историјат
Бата из Баната је излазио у Вршцу 1919. године. Изашло је 10. бројева. Лист је само један од шаљивих листова Јована Петка Павловића, уредника Бубња 1896. и Брбљуше 1909. године. Први бројеви нису датирани и претпоставља се да је први број изашао октобра 1919. године.
Уређиван је по узору на листове Илије Огњановића Абуказема. Ту су објављиване шале из свакодневног живота, али и озбиљни огласи и новости. Шале су биле на рачун мужева, ташти, госпођа и слушкиња, бербера.
Последњи број је изашао 7. децембра исте године и престао је да излази услед превеликих трошкова штампања листа.
У заглављу Бате је био типичан бркати Лала са прстом на челу и штапом под мишком, огрнут јанкелом (кратким мушким капутом постављеним јагњећом кожом). Читаоци су саветовали Бати да не буде само доброћудан него и да замаше штапом и удари на оног који је заслужио. А то су често били шпекуланти и ратни богаташи. Највише је критикован Јоње, представник агресивних Румуна. У листу су се појављивале и недуховите шале политички обојене против совјетске револуције.

### Периодичност излажења
Лист је излазио недељно и то недељом.

### Тематика
- Шале
- Ситуације из свакодневног живота
- Озбиљне новости
- Огласи

## Рубрике
- Шетња по Вршцу
- Тетка Ката на јаузну

### Шетња по Вршцу
Ову рубрику је писао Милан Петко Павловић. Вршчани су ту препознавали ситуације с којима су се свакодневно сретали и засигурно је да су изазивале смех.

### Тетка Ката на јаузну
У овој рубрици су доношени локални трачераји и они су служили за забаву читалаца. Иначе, тетка Ката је учитељица Јелка Гердец која је сарађивала и у другим хумористичким часописима.

## Галерија
- Бата из Баната, насловна страна другог броја из 1919.
- Бата из Баната, Шетња по Вршцу на насловној страни броја 5 из 1919.
- Бата из Баната, Лопов Јова из Долова, број 1 из 1919.
- Бата из Баната, Полеђина броја 5 из 1919. са огласима